# Камышенка (Кемеровская область)
Камы́шенка — деревня в Мариинском районе Кемеровской области. Входит в состав Красноорловского сельского поселения.

## География
Центральная часть населённого пункта расположена на высоте 167 м над уровнем моря.

## Население
| 2010 |
| ---- |
| 205  |

### Половой состав
По данным Всероссийской переписи населения 2010 года, в деревне Камышенка проживало 205 человек (98 мужчин, 107 женщин).